# 빅토리아 스타머
빅토리아 스타머 여사 (Victoria, Lady Starmer 본명: 알렉산더, 본명 영어: Alexander, 1973년/1974년생)은 영국의 전 변호사이자 영국 노동당 키어 스타머 총리의 영부인이다. 2024년 7월 국민 보건 서비스 (NHS)에서 산업보건 종사자로 활동하고 있다.

## 생애
1973년~1974년경 영국 런던에서 빅토리아 알렉산더(Victoria Alexander)라는 이름으로 태어났으며 런던 북서브의 가스펠오크 (Gospel Oak)에서 어린 시절을 보냈다. 아버지 버나드 알렉산더 (Bernard Alexander)는 경제학 강사로 1929년 해크니구에서 태어났다. 조부모는 폴란드계 유대인 가정으로 제2차 세계 대전이 발발하기 이전에 영국으로 이주해 왔다.
어머니 바바라 (Barbara)는 NHS의 지역보건소 의사로 근무하였으며 남편을 만난 뒤 유대교로 개종하였고 2020년 사망하였다. 형제자매로는 누나 주디트 (Judith)가 있다.
런던 하이게이트의 채닝스쿨 (Channing School)에서 학업을 마치고 카디프 대학교에서 법학, 사회학 학사를 취득하였다. 학생 시절부터 노동당을 지지해 왔으며 1993년 카디프 대학교의 교육 복지 담당관으로 활동할 당시 보수당 교육장관이었던 존 패턴의 교육개혁정책에 항의하는 시위에 나서기도 했다. 1994년~1995년에는 카디프대 학생회장을 역임하였다.
졸업 후 4년간 변호사 시험 공부에 나서 자격을 취득하였으며 런던 소호의 길거리 범죄 전문 법무법인인 호지 존스 & 앨런 (Hodge Jones & Allen)에서 근무하였다. 키어 스타머와 결혼한 뒤로는 NHS의 산업보건 분야에서 일해왔다. 2024년 총선에서 남편의 선거운동에 참여하지 않기로 결론내리면서 언론에 거의 모습을 비추지 않았다. 남편이 총리직에 오른 이후로도 계속해서 NHS에서 근무할 것으로 알려졌다.

## 개인사
남편 키어 스타머를 만난 것은 2000년대 초의 일로, 법무법인 도허티 스트리트 챔버스의 선임변호사로 근무하던 시절이었다. 인터뷰에서 소개한 일화에 따르면 남편의 첫인상은 "지가 뭐라고 저 따위로 굴까" (Who the fuck does he think he is?)라는 생각이 들었다고 한다.
그러나 두 사람은 친해졌고 2004년 약혼하였으며, 2007년 5월 6일 에식스주의 펜스 이스테이트에서 결혼식을 올렸다. 이듬해 2008년 아들, 2009년 딸을 낳았으며 친가 쪽 집안의 유대교 신앙을 바탕으로 자랐다고 밝혔다.
2014년 신년 수훈식에서 남편 키어 스타머가 사법계와 수사에 헌신한 공로로 바스 기사훈장을 수여받으면서 '스타머 여사' (Lady Starmer)라는 호칭을 부여받았다.
스타머는 채식주의자이며 남편 키어 스타머도 마찬가지다. 두 사람은 자녀들이 10살 때까지는 채식을 하도록 키웠고 그 이후로는 원한다면 고기를 먹게 해 준다고 밝혔다.